# Cielo Razzo
Cielo Razzo es una banda de rock procedente de Rosario, Santa Fe, Argentina, formada en el año 1993. Actualmente está conformada por cinco integrantes, Pablo Pino (voz), Diego Almirón y Fernando Aime (guitarras y coros), Cristian Narváez (bajo), Javier Robledo (batería), y como invitado permanente Marcelo Vizarri (teclados).

## Historia

### Los comienzos
La idea de formar la banda nace a mediados de 1993. Cristian Narváez, Gabriel Uroz y posteriormente, Fernando Aime, son los precursores de lo que sería la primera formación de Cielo Razzo: Cristian "Narvy" Narváez (bajo), Fernando "Nano" Aime (guitarra), Claudio "Colo" Artaza (guitarra), Gabriel Uroz (batería) y Pablo "Polilla" Pino (voz).
Luego de un tiempo deja la banda Claudio Artaza y es reemplazado por Sergio "Pipi" Martínez, y lo mismo ocurre con Gabiriel Uroz, que en noviembre de ese año es remplazado por Pablo "Largo" Caruzo. La banda queda formada por: Pablo Pino (voz), Cristian Narváez (bajo), Fernando Aime (guitarra), Sergio Martínez (guitarra) y Pablo Caruso (batería).
A comienzos de 1994 la banda se presenta en la fiesta organizada por FM Horizonte, en el Añejo Bar, concurriendo al mismo aproximadamente unas 350 personas.
En febrero del mismo año son invitados por la Secretaría de Cultura de la ciudad de Rosario para formar parte de un evento que se llevaría a cabo en la Rambla Cataluña, donde comparten escenario con el grupo Sudaca y Edad Media.
A mediados de año, Sergio Martínez deja la banda y se suma en su reemplazo Adrián "Gato" Alessi. Ya con Alessi como nuevo integrante, la banda comienza a girar por el ambiente under de la ciudad, haciendo presentaciones en lugares como Orange, La Tintorería y Tercer mundo con una muy buena aceptación del público.
En el año 1995 Cielo Razzo integra un concurso de bandas que se lleva a cabo en La Mega Arte Bar. Este es un quiebre importante en la historia de la banda, ya que se consagra como ganadora del concurso y le da la posibilidad de grabar sus primeros demos.
En junio del mismo año la banda es invitada para ser telonera de Los Piojos en la presentación de su segundo disco Ay ay ay en Rosario.
En septiembre de ese año Cielo Razzo sale por primera vez de la ciudad y se presenta en la localidad de Carlos Pellegrini junto al reconocido artista León Gieco. Para cerrar un año exitoso se presentan frente a 1.000 personas en el Anfiteatro Municipal en otro evento organizado por la Secretaría de Cultura de la Ciudad de Rosario.
El año 1996 comenzó con la grabación de dos nuevos demos: "Amarrado" y "Medio corazón". Alessi decide alejarse de la banda, y en su lugar ingresa Germán Neve, quien en ese momento integraba Edad Media. 
En el año 1997, ya con el ingreso de Germán "Hippie", la banda encuentra un rumbo musical que lo lleva a grabar otro demo, "¿Quién baja la pala?". Esta canción sirvió de difusión en los distintos medios de la ciudad (FM TL, FM Cristal) y fue de gran aceptación por parte de la audiencia. 
En el año 1998 Germán, por cuestiones propias, decide alejarse y esto lleva a que la banda esté parada casi un año.
En 1999, y luego del "parate", Diego "Pájaro" Almirón acepta la propuesta de integrar Cielo Razzo, ya que su banda El Templo del Gato se había disuelto. 
En uno de los tantos carnavales que se realizan en el Parque Escalabrini Ortiz, "Nano" y "Largo" conocen a Juan Pablo Bruno, quien es invitado a compartir escenario. A partir de ahí, se convertiría en el sexto integrante de Cielo Razzo, dándole a la banda un típico ritmo rioplatense con sus tambores y timbales.

### Primer álbum:Buenas
En junio de 2000, Cielo Razzo ingresa al estudio de grabación Del Camote Récords de la localidad rosarina. Luego de realizar la grabación en un periodo de 6 meses, se abocan a la tarea de mezcla y masterización, gracias a la ayuda de Fede y Willy, hermanos de Pino y Almirón, respectivamente. Se simplifican los trabajos de diseño y arte del disco.
Con una excelente crítica de los medios, el 20 de septiembre de 2001 se realiza la primera presentación oficial de su disco debut, titulado Buenas, en Sala Lavardén con una concurrencia de 400 personas.
Con una gran difusión de los medios, Cielo Razzo convoca a su gente para grabar su primer video en vivo. El tema elegido es el primer corte difusión "Carne 2". El evento se realiza en la disco Ra, que se encuentra ubicada en el complejo Glamour de Fisherton, y mil fanes asisten a dicho concierto. Días más tarde, es difundido por canales de cable de Buenos Aires y de Rosario; y en ciertas páginas especializadas la nombran como "Banda revelación del año"'.
El sábado 12 de abril de 2003, se presentan en la localidad santafesina de Máximo Paz en Argento Arte Bar. Finalizado el concierto, y ya de regreso, a la altura de Pavón Arriba, por la ruta 32, el Chevrolet Corsa que manejaba Claudio Crispín pierde el control y termina con la vida de Pablo Caruso, el "Largo". Días más tarde, luego de permanecer internado en un nosocomio de la ciudad de Rosario, fallece Claudio; dos golpes terribles para la banda y para todo el ambiente.

### Segundo álbum:Código de barras
El 29 de octubre de 2003 sale a la calle la tan ansiada segunda producción, Código de barras. El nombre nace en parte como homenaje a "Largo" y en parte como consolidación del grupo. Esta tragedia que les tocó vivir sirvió para entender algunas cosas, para darse cuenta de los códigos que existen en un grupo de amigos y para saber qué tan fuerte es uno. "Largo" tenía tatuado en uno de sus brazos un código de barras con su número de documento, imagen que inspiró a la banda para nombrar al segundo disco.
Ya de lleno en la placa, y con el ingreso de Javier Robledo en batería, la banda se perfila en un ritmo musical buscado desde los comienzos. Es un disco con letras emotivas, y bien logrado musicalmente debido al uso de nuevos dispositivos tecnológicos que logran un sonido mucho más definido. La presentación es excelente, con muy buen arte de tapa y una original presentación de las letras, con el clásico "librito" a "puño y letra".
El tema que abre la segunda placa, "Luna", es el elegido para grabar su segundo vídeo. En él se pueden ver imágenes de cómo fue evolucionando la banda y también del recital del 20 de noviembre de ese año en el Patio de la Madera.
Se presenta para el público en el Canal CM, antes de la presentación en Cemento. En 2004, arranca con una gira por la costa, y se presentan en varias funciones en la ciudad de Villa Gesell y Mar del Plata, con una muy buena aceptación del público.
En marzo de 2004 vuelven a Rosario, precisamente al Patio de la Madera, con un total de 3.000 entradas vendidas, y muchos invitados sobre el escenario. Las presentaciones siguieron por el interior, en las provincias de Entre Ríos, Buenos Aires y Córdoba, entre otras.
Son difundidos en el canal de cable Todo Noticias en varios programas y su música es usada como cortina para diferentes eventos. 
Luego de tocar en Buenos Aires en The Roxy, se presentan frente a 3.500 personas en el Club Banco Nación, luego de frustrarse la presentación en el estadio cubierto de Newell's Old Boys.

### Tercer álbum:Marea
El 2005 arrancó con muchas sorpresas: la catástrofe de Cromañón del 30 de diciembre de 2004 que cobró 194 víctimas marcaría un antes y un después para el rock argentino, y otra herida para todos los seguidores de esta cultura es el trágico accidente que cobraría la vida de Norberto “Pappo” Napolitano, un prócer del rock nacional.
Cielo Razzo se presenta en el primer Gesell Rock y por primera vez en el festival Cosquín Rock, realizado en la plaza Próspero Molina.
En febrero de ese año la banda entra a los estudios para grabar su tercer placa, Marea. En tan solo 13 días se graba y mezcla toda la producción, que tiene como invitados a “Alambre” González y un amigo de la banda: “Bonzo” Morelli.
Los integrantes firman un contrato con la productora Pelo Music, que de ahora en más se hará cargo de la producción de los discos y reeditará las dos primeras placas, Buenas y Código de barras.
El viernes 8 de abril de 2005 sale a la calle la tan esperada placa, con una aceptación increíble por el público y los medios.
Para la presentación de Marea se realiza una conferencia de prensa en Willie Dixon, a la que acuden medios de distintos puntos del país. Para esa ocasión se presenta el cuarto video de la banda, "Miradas", el primer corte de Marea. A modo de regalo para los presentes se realiza un mini recital, aunque la presentación oficial de Marea fue el sábado 16 de abril en el Anfiteatro Municipal, con una concurrencia aproximada de 6.000 personas.

### Consagración:Audiografía(CD-DVD)
A comienzos de 2006 se programa una gira musical denominada “Mareada”, en la que se presentan por diferentes ciudades de la costa atlántica.
Tocan en los festivales de Gesell Rock y Cosquín Rock, y también en el Polideportivo Municipal de Mar del Plata junto con Árbol y otras bandas.
El plato fuerte del año y el desafío personal llegaría el 27 de mayo, en donde actúan junto a los Vándalos en el tan ansiado Estadio Obras Sanitarias con un lleno total.
Para esta oportunidad quedaría registrado el cuarto disco de la banda (con DVD incluido), titulado Audiografía, entrando a las bateas en el mes de septiembre y, un mes más tarde, saliendo a la venta el DVD homónimo.
En Rosario, Cielo Razzo realiza una serie de seis recitales en Willie Dixon en menos cinco meses, todos ellos disfrutados por muchos seguidores de la banda.
Luego vuelven a Capital Federal, para presentarse en dos noches consecutivas en el Teatro Flores y cierra un año muy bueno presentando Audiografía en el estadio de Obras Sanitarias (actualmente "Pepsi Music") el 3 de noviembre, con entradas agotadas.
La presentación del CD en Rosario se da en el Anfiteatro Municipal; una vez más, colmado de gente.

### Cuarto álbum:Grietas
A principios del año 2007 se realizó un recital en el Monumento de la Bandera en Rosario, ante 17 mil personas que dijeron presente en el recital a beneficio. Cielo Razzo tocó junto a otras bandas rosarinas como Patagonia ReVelde, Fluido, El Regreso del Coelacanto, El Vagón, Los Vándalos y otros. 
Entre el mes de abril y mayo se presenta nuevamente en Buenos Aires, en The Roxy, ex Teatro de Lacroze. Allí la banda anunció la salida de un nuevo CD. El nombre elegido para la nueva placa sería Grietas, el cual fue presentado con una serie de shows en Willie Dixon el viernes 7 y sábado 8 de marzo de 2008.
El 10 de marzo de 2008, Juan Pablo Bruno, percusionista de la banda, deja la banda por proyectos personales. En su lugar, lo reemplaza Carlo Seminara como músico invitado.
A mediados de 2008 comienza el rodaje de "Barek", séptimo video de la banda, perteneciente a Grietas. Se graba en los estudios Farsa de la ciudad de Buenos Aires y es presentado al público en los recitales realizados el 11 y 12 de julio en Willie Dixon, en Rosario.
En septiembre de 2008, Cielo Razzo toca por primera vez en un completo estadio Luna Park, donde presentan canciones propias de todos los tiempos, y un cover de la canción "Promesas sobre el bidet", compuesta en letra y música por Charly García.

### Quinto álbum:Compost
Luego de 3 años, el 23 de noviembre de 2010 se presenta en las disquerías su sexto álbum, Compost. "Le pusimos este título porque el compost es un lugar donde se tira desperdicio orgánico y ahí se genera tierra fértil. El lugar físico era la sala de ensayo, donde tiramos la locura nuestra, que es la basura propia, y con eso generamos cosas", comenta Pablo Pino, líder de la banda, dando a entender el significado de la portada del disco.
Declaraciones propias de la banda caracterizan al álbum como el más abierto de su discografía, con un matiz genérico diferente, conteniendo algún arreglo tanguero "Mi Dios", un aire jazzero en "Reacción" y hasta una intro acústica intimista en "Desde la puerta". Hasta al mismo Pablo Pino le sorprende la idea de saber que el tema "Escorpión" haya quedado "algo bailable". 
Lo cierto es que el disco deja visible una clara tendencia del crecimiento que atraviesa la banda ya con una trayectoria de 17 años, donde las letras se prestan para todo tipo de lecturas.
Sin embargo, la banda, en una entrevista, declaró que las canciones de este disco "marcan su camino", explicando que buscan identidad propia: 

"Ya no me siento un rockero heroico, como en los tiempos de Buenas, que tenía otra energía. Antes nos parecíamos a otros, a Los Piojos, o teníamos cosas de Bersuit o de La Renga, pero ahora vemos que esta canción es nuestro lugar".
Pablo Pino, entrevista en el diario La Capital, 25 de noviembre de 2010

### Sexto álbum:Sideral
El 9 de mayo de 2013 la banda presenta oficialmente su sexto disco de estudio, Sideral. El álbum fue grabado en el estudio El Attic, ubicado en General Rodríguez, provincia de Buenos Aires. Sideral fue presentado en un repleto Willie Dixon.

### Séptimo álbum:Tierra nueva
En noviembre de 2015 salió a la venta el séptimo disco de estudio de la banda, Tierra nueva, presentado el 14 de noviembre en el teatro Vorterix y el 29 de noviembre en Capital Federal. Su corte de difusión fue "Ventana", el cual cuenta con videoclip oficial.

### Segundo álbum en vivo:Cielo vivo
El 8 de abril de 2018, Cielo Razzo toca en el estadio Luna Park con motivo de la celebración de sus 25 años, donde se graba el CD/DVD Cielo vivo.

## Discografía

### Álbumes de estudio
- Buenas (2001)
- Código de barras (2003)
- Marea (2005)
- Grietas (2007)
- Compost (2010)
- Sideral (2013)
- Tierra nueva (2015)
- El día fuera del tiempo (2024)

### Álbumes en vivo
- Audiografía (2006)
- Cielo vivo (2018)

### DVDs
- Audiografía (2006)
- Cielo vivo (2018)

### Sencillos
- Ventana (2015)
- Barek (En Vivo Luna Park) (2018)
- El punto (2020)
- Cualquier luz (2020)
- Alucinante Cuento (2021)
- El Silencio del Ave (En Vivo) (2022)
- Corazón (2023)
- Colmena (2023)